# 糟房頭釀酒作坊遺址
糟房頭釀酒作坊遺址位於四川省宜賓市宜賓縣，文物遺址年代判定為明、清。2012年7月16日公佈為第八批四川省文物保護單位。

## 簡介[2]
糟房頭釀酒作坊遺址位於四川省宜賓市宜賓縣喜捷鎮紅樓夢社區公館壩三宮樓，占地面積28畝，核心區面積3000多平方公尺。2011年四川省考古研究院進行了發掘，發掘面積500平方公尺，發據出石砌釀酒作坊晾堂，面積24平方公尺，由石板、石條壘砌的釀酒窖池，舂米用石臼，石碾槽，石秤砣。出土有大量明代青花瓷，其中有瓷盞、瓷碗、瓷盤、瓷碟等，及“永樂年制”、“馮恒發號”、“喻厚昌號”瓷片、“萬記檢舟”大品碗瓷片及其它千余件瓷片。糟房頭釀酒作坊遺址遺跡現象豐富，包含物較多，出土的瓷器遺跡遺物、釀酒作坊要素基本齊全，生產工具豐富，對探討明、清時期白酒釀造工藝提供了非常難得的實物證據，具有較高的歷史科學價值。2011年，糟房頭釀酒作坊遺址被宜賓縣人民政府公佈為縣級文物保護單位。